# Microcinema
El terme "microcinema" pot tenir dos significats. Pot descriure pel·lícules aficionades o de baix pressupost rodades principalment en vídeo digital, editades en un ordinador i distribuïdes a través de cinta de vídeo, disc o per Internet. O pot descriure un mode d'exposició de baix pressupost: un petit teatre o una sèrie de projecció operada per mostrar cinema de petit format, obres d'artistes, curts i programes de repertori..
Microcinema és un terme flexible que pot incloure qualsevol cosa: micro pel·lícules, curts animats, manipulacions de vídeos estranyament impressionistes, documentals impactants i llargmetratges nascuts en un garatge. Una oferta clàssica de microcinema és una pel·lícula que probablement no existiria si la nova tecnologia no hagués permès als seus creadors reduir costos o els hagués inspirat a provar alguna cosa diferent.

## Història
El terme "microcinema" va ser encunyat per primera vegada el 1994 per Rebecca Barten i David Sherman, fundadors del microCINEMA Total Mobile Home de San Francisco, els fundadors diuen que van imaginar un moviment alternatiu, una mena de microversia cinematogràfica. I ara, la paraula ha arribat a descriure un estil íntim i de baix pressupost de pel·lícules rodades en formats relativament econòmics com el vídeo Hi-8, DV, i, amb menys freqüència, el material de bricolatge més antic, com la pel·lícula de16mm.
El terme "microcinema" va ser encunyat per primera vegada el 1994 per Rebecca Barten i David Sherman, fundadors del microCINEMA Total Mobile Home de San Francisco, on totes les pel·lícules són "underground" perquè es mostren al soterrani. Els fundadors diuen que van imaginar un moviment alternatiu, una mena de microcerveseria cinematogràfica. I ara, la paraula ha arribat a descriure un estil íntim i de baix pressupost de pel·lícules rodades en formats relativament econòmics com el vídeo Hi-8, el DV i, amb menys freqüència, el material de bricolatge més antic, com la pel·lícula de 16 mm.
Darrerament, una gran subcultura de cineastes ha augmentat arran dels avenços tecnològics que han fet que la producció de pel·lícules de baix pressupost sigui més assequible i agradable a la vista. Una de les càmeres en particular, que ha tingut un gran impacte, és la Panasonic DVX100, seguida recentment de la càmera de vídeo d'alta definició Panasonic HVX200 (també s'utilitzen moltes altres càmeres, però probablement les DVX i HVX són les preferides)
Molts festivals i llocs web de cinema han allotjat pel·lícules realitzades a partir de la subcultura del microcinema. L'augment de YouTube i d'altres grans llocs web d'allotjament de vídeo ha provocat un floriment de vídeos de microcinema. De fet, ara hi ha moltes pel·lícules que busquen el camí cap a lloguer de cadenes de botigues i distribuïdors independents

## Característiques
- Un pressupost baix tenint en compte les ubicacions i la intenció de distribució
- Tripulació petita (sota 20 però normalment al voltant 5-10 persones)
- Tendeix a ser filmat en una càmera de vídeo o càmera de 16 mm.
- Tripulació petita (menors de 20 anys, però normalment entre 5 i 10 persones).
- El director sol ser l'escriptor, productor, director de fotografia i editor.
- Material limitat propietat del director / tripulació o llogat
- Distribució inicial de la pel·lícula feta pel cineasta.
- Estrenes pel·lícules a festivals de cinema o per internet
- Els actors solen ser desconeguts a la cultura pop i treballen de franc
- Els directors solen ser desconeguts en la cultura pop